# Bizovac
Bizovac je opčina v Osijecko-baranjské župě ve východním Chorvatsku. V roce 2011 zde žilo dle sčítání lidu 2 043 obyvatel (samotný Bizovac bez okolních vesnic, které tvoří opčinu Bizovac).
Obec se rozkládá v rovinaté Panonské nížině, západně od města Osijek, na silničním tahu Našice–Osijek. Prochází tudy rovněž i železniční trať Varaždín–Dalj, od které se v Bizovaci odpojuje lokálka do měst Valpovo a Belišće.
Obec je poprvé připomínána v roce 1333, ve středověkých zdrojích se objevuje pod maďarským názvem Byezafalva. Současný kostel, který je zasvěcen sv. Matyášovi, pochází z roku 1802.
Bizovac je známý především díky svým termálním lázním Bizovačke toplice.